# Pitcairnia meridensis
Espèce
Classification phylogénétique
Pitcairnia meridensis est une espèce de plante de la famille des Bromeliaceae, endémique du Venezuela.

## Distribution
L'espèce se rencontre dans les États de Mérida, Táchira et Zulia au Venezuela.